# E o mundo não se acabou

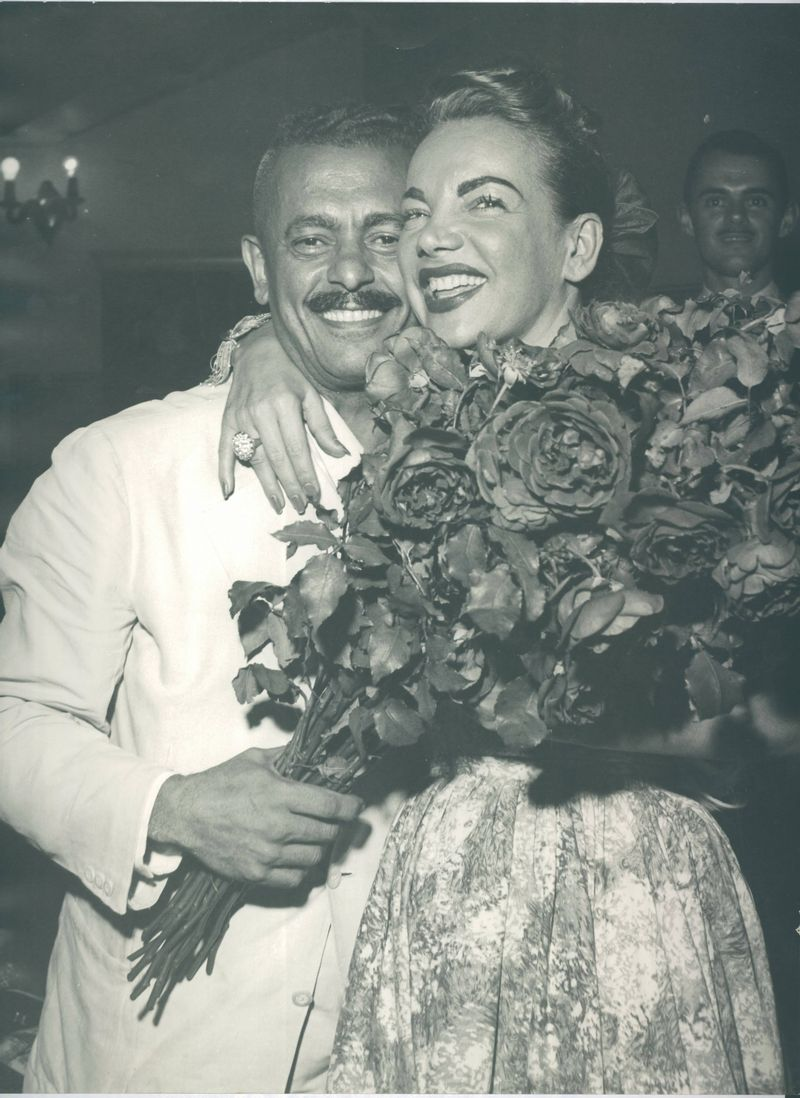
Assis Valente e Carmen Miranda (1954).

E o mundo não se acabou é um samba-choro escrito por Assis Valente e gravado por Carmen Miranda em 9 de março de 1938, lançado em abril do mesmo ano pela Odeon Records. Foi a 12ª canção interpretada por Carmen Miranda mais tocada de julho de 2010 a março de 2015, segundo levantamento inédito feito pelo ECAD.

## Antecedentes
Com Carmen Miranda, Assis Valente conheceu um de seus primeiros sucessos, a marchinha de carnaval "Good-bye, boy", em 1933. No entanto, o primeiro samba que Assis Valente compôs foi "Tem francesa no morro", também em 1933, gravado por Aracy Cortes. Nesse mesmo ano, Assis conheceu Carmen, que ajudaria a impulsionar sua carreira de sambista e transformá-lo rapidamente em um compositor muito admirado e procurado. Após vê-la cantar "Sorriso falso", de Cícero Almeida, Valente se encantou por ela e procurou se aproximar da cantora. Ele decidiu compor um samba para ela, intitulado "Etc...", uma samba-exaltação sobre a Bahia. Carmen ouviu a música e a gravou. A partir daí, estava selada uma parceria musical responsável por grandes sucessos da música popular brasileira.

## Letra
Assis Valente compôs este samba para satirizar a situação de pânico gerada nos Estados Unidos após a transmissão do programa A Guerra dos Mundos, de Orson Welles. A dramatização realizada pelo futuro diretor de cinema foi tão realista que os ouvintes acreditaram que a Terra estava realmente sendo invadida por marcianos.

## Regravações
Adriana Calcanhotto regravou a canção, que integrou a trilha sonora da telenovela O Fim do Mundo, de Dias Gomes, exibida em 1996. Ney Matogrosso regravou a canção para seu álbum Batuque. Já Paula Toller e Sandy apresentaram juntas a música no Grammy Latino de 2008.